# Roden Noel
Pour les articles homonymes, voir Noël (homonymie).
Roden Berkeley Wriothesley Noel, surnommé Noël (né le 27 août 1834 à Londres et décédé le 26 mai 1894 à Mayence en Allemagne), est un poète et essayiste anglais.

## Biographie
Fils de Charles Noel (1er comte de Gainsborough), il fait ses études au Trinity College (Cambridge). Il fait ensuite son Grand Tour pendant deux ans. En 1863, il épouse Alice de Broë, la fille du directeur de la Banque ottomane de Beyrouth.
Il vit la majeure partie de sa vie à Brighton. Il meurt d'une crise cardiaque à Mayence. Il est enterré au cimetière principal de Mayence.
Son recueil de poésie le plus célèbre A Little Child's Monument (1881) est dédié à la mémoire de son troisième fils, Eric, mort à l'âge de cinq ans. Son fils Conrad Noel se rend célèbre en tant que militant socialiste chrétien.
Sa poésie, à la versification rugueuse, est empreinte de réflexions philosophiques. Ainsi, il fait partie des orateurs de l’Hermetic Society fondée en 1884 par Anna Kingsford. Son poème Sea Slumber Song est mis en musique par Edward Elgar dans les Sea pictures.

## Œuvres
- Behind the Veil, and other Poems (1863)
- Beatrice, and other Poems (1868)
- The Red Flag (1872)
- Livingstone in Africa (1874)
- The House of Ravensburg (1877)
- A Little Child's Monument (1881)
- Songs of the Heights and Deeps (1885)
- A Modern Faust, and other Poems (1888)
- Poor People's Christmas (1890)
- Life of Byron (1890)
- My Sea, and other Poems (1896).